# Polokwane
Polokwane (jelentése: A biztonság helye) város a Dél-afrikai Köztársaságban, Limpopo tartományban. A város korábbi neve Pietersburg.

## Történelme
Az 1840-es években Andries Potgieter a Voortrekkerek (emigránsok) vezére megalapította Zoutpansbergdorpot, egy várost északnyugaton. Ezt a települést a helyi törzsekkel való összecsapások miatt el kellett hagyniuk. 1886-ban alapították meg a mai várost elődjét Pietersburgot Petrus Jacobus Joubert Voortrekker vezető a tiszteletére. A britek a búr háborúk alatt építettek egy koncentrációs tábort, itt majdnem 4000 búr nő és gyermek élt. A hivatalosan csak 1992. április 23-án lett város. Polokwane a tartomány legnagyobb városa egyben a központja is.

## Sport
A város labdarúgó csapata a Winners Park F.C.
Polokwane a 2010-es labdarúgó-világbajnokság egyik helyszíne, stadionja a Peter Mokaba Stadion.

## Klímája
| Hónap                         | Jan. | Feb. | Már. | Ápr. | Máj. | Jún. | Júl. | Aug. | Szep. | Okt. | Nov. | Dec. | Év   |
| ----------------------------- | ---- | ---- | ---- | ---- | ---- | ---- | ---- | ---- | ----- | ---- | ---- | ---- | ---- |
| Rekord max. hőmérséklet (°C)  | 36,0 | 36,0 | 34,0 | 34,0 | 32,0 | 27,0 | 27,0 | 32,0 | 34,0  | 37,0 | 36,0 | 35,0 | 37,0 |
| Átlagos max. hőmérséklet (°C) | 28,0 | 28,0 | 27,0 | 24,0 | 22,0 | 20,0 | 20,0 | 22,0 | 25,0  | 26,0 | 27,0 | 27,0 | 24,6 |
| Átlagos min. hőmérséklet (°C) | 17,0 | 17,0 | 15,0 | 12,0 | 8,0  | 5,0  | 4,0  | 7,0  | 10,0  | 13,0 | 15,0 | 16,0 | 11,6 |
| Rekord min. hőmérséklet (°C)  | 10,0 | 11,0 | 8,0  | 4,0  | 1,0  | −4,0 | −1,0 | −1,0 | 0,0   | 5,0  | 7,0  | 9,0  | −4,0 |
| Átl. csapadékmennyiség (mm)   | 82   | 60   | 52   | 33   | 11   | 5    | 3    | 6    | 17    | 43   | 85   | 81   | 478  |